# Kandete
Kandete ist ein Verwaltungsbezirk (Ward) des Distrikts Busokelo in der tansanischen Region Mbeya.

## Geografie
Kandete liegt im Südwesten von Tansania rund 50 Kilometer nordwestlich vom Malawisee. Bei der Volkszählung 2022 lebten hier 11.443 Menschen in 3366 Haushalten.

## Gliederung
Der Bezirk besteht aus sechs Gemeinden (Mtaa) mit 22 Orten (Kitongoji):
| Kandete - Kalulu - Lupanga - Majengo | Ipelo - Nsika - Lugombo - Kabula - Ipyana | Mwela - Sokoni - Lusungo - Mwela - Kisiba | Ndala - Masebe - Katumba - Ipyela - Ntete - Kisimba | Lugombo - Lugombo - Ikama - Itete | Bujingijila - Bujingijila - Malambo - Ihobe |

## Wirtschaft und Infrastruktur
- Landwirtschaft: Im Bezirk werden Ackerbau und Viehzucht betrieben. Die hauptsächlich angebauten Pflanzen sind Bohnen, Mais, Süßkartoffeln, Rundkartoffeln und Tee.[6]
- Bildung: Im Bezirk liegen sieben Grundschulen und eine weiterführende Schule.[6]
- Gesundheit: Im Bezirk gibt es zwei Gesundheitszentren.[6]